# Crna Gora pod osmanlijskom okupacijom (1498. – 1697.)
Nestankom Crnojevića države, Crna Gora je potpala najkasnije 1498. pod osmanlijsku okupaciju.
Zbog neprestanih pobuna Crna Gora je dobila od Osmanlija poseban status kao planinsko neplodno područje nastanjeno borbenim crnogorskim plemenima.   
Kako bi lakše kontrolirao Crnu Goru, sultan stvara posebni Sandžak Crna Gora, no to nije riješilo probleme. Timarsko-spahijski sustav poreza nikako nije mogao uvesti u Crnu Goru, pa je odlučeno da Crnogorci postanu slobodni seljaci – furlundžije, kao stočarski narod koji plaća umjeren danak i sudjeluje u osmanlijskim ratovima, no samo u granicama Crne Gore. 
Tako se počela razvijati autonomija Crne Gore još u 16. st. Crna Gora se dijelila na nahije, koje su se dalje dijele na crnogorska plemena, od kojih je svako imalo glavare koje su birali odrasli muškarci na plemenskim zborovima.
Početkom 17. st., osmanlijski sandžak-begovi narušavaju autonomiju Crne Gore, tražeći da Crna Gora ratuje izvan njenih granica u ime sultana. To dovodi do otpora Crnogoraca protiv Osmanlija. Jedan dobar primjer je pokušaj skadarskoga sandžak-bega Ali-beg Memibegovića, koji pokušava ugušiti sav crnogorski otpor 1604. godine. Crnogorci su odbili platiti danak, pa je sandžak-beg okupio 3.000 boraca i došao u Podgoricu da ga sam pokupi. Aga je prešao rijeku Moraču i stigao u Lješkopolje, krećući se k utvrđenim zaseocima Stanjevićima i Goricama, kako bi provalio u Crnu Goru. Dok se kretao prema Cetinju, Crnogorci su ga napali i opljačkali. 
Otpor Crnogoraca se sve više artikulira kao borba za neovisnost. Takva stremljenja se posebno iskazuju za vrijeme dugog Kandijskoga rata u razdoblju od 1645. do 1669. godine između Mlečana i Osmanlijskoga carstva. Crnogorci su se pobunili 1646. godine, ali ta pobuna će biti krvavo ugušena 1669. godine.
Tijekom rata između Svete lige i Osmanlija (1683. – 1699.) Crna Gora se ponovno buni.
Ulogu svjetovnog vladara i rukovođenje zemljom preuzimaju cetinjske vladike, zatim Općecrnogorski zbor i Zbor glavara, kao vrsta državnog organa, a rukovođenje na nižim razinama bilo je u rukama plemenskih zborova. 
Od 1697. godine kada je Općecrnogorski zboR za vladiku izabrao Danila Petrovića Njegoša, rodonačelnika dinastije Petrović Njegoš, počinje organizirana borba za političko i vjersko jedinstvo zemlje, često podijeljene plemenskim sukobima i islamizacijom pučanstva. 